# أحمد القاضي
أحمد القاضي، كاتب ومترجم كردي مشهور ولد في عام 1936 ميلادي من مھاباد مسقط رأسه.

## مؤلفاته وترجماته
1. دون كيخوتي،[2] ترجمة رومان لميغيل دي ثيربانتس، 2 ج، 2008
2. توأم العجائب،[3] ترجمة رومان لماڕک تواین، 1990
3. کتک و مشک،[4] ترجمة قصص الشعرية لكاتب (عبيد زاكاني)1981
4. نسل افعي، ترجمة رومان بيرل باک إلى الفارسیة، 1992
5. کلیلە و ديمنە،[5] ترجمة كتاب( کلیلە و دمنەی) من الفارسیة، 2015
6. قواعد اللغة الكردية، باللغتين الكدرية والفارسية، دار النشر صلاح الدين، اورمية، 1988

## هوامش للمقال
1. ↑  مصحف احمد القاضي 4 سور برابط واحد، اطلع عليه بتاريخ 2024-08-06
2. ↑  دون كيخوتي، أحمد القاضي - ترجمة-اراس، اربيل: ٢٠٠٨
3. ↑  توأم العجائبظ أحمد القاضيظ دار النشر (فرھنك) و(أدب الكردي صلاح الدين الايوبي) ١٩٩٠
4. ↑  کتک و مشک، ترجمة (أحمد القاضي) ١٩٨١
5. ↑  کەلیلە و دێمنە، ترجمة (أحمد القاضي) سقز: ٢٠١٥